# فهرست خلفا
این فهرستی از کسانی است که  به عنوان خلیفه شناخته می‌شدند. یعنی پیشوای بزرگ دینی و سیاسی یک حکومت اسلامی(که با نام خلافت شناخته می‌شود) و همچنین عنوان جانشین سیاسی محمد، فرمانروایی امت اسلامی را عهده‌دار بودند. تمام سال‌ها بر طبق گاه‌شماری دوران مشترک هستند.

## خلافت‌های جامع

### خلافت راشدین (۸ ژوئن ۶۳۲ – ۲۹ ژانویه ۶۶۱)
| # | سکه | نام                    | تولد           | آغاز دوران    | پایان دوران   | وفات          | خویشاوندی با محمد                                                                                             | والدین                                                                                                 | خاندان  | یادداشت                                                                         |  |
| - | --- | ---------------------- | -------------- | ------------- | ------------- | ------------- | --- | --- | ------- | ------------------------------------------------------------------------------- |  |
| ۱ |     | ابوبکر بن ابی‌قحافه     | ۵۷۳            | ۸ ژوئن ۶۳۲    | ۲۲ اوت ۶۳۴    | ۲۲ اوت ۶۳۴    | - پدر عایشه (همسر محمد)                                                                                       | - عثمان ابوقحافه - سلمی بنت صخر                                                                        | بنی‌تیم  |                                                                                 |  |
| ۲ |     | عمر بن خطاب            | ۵۸۴            | ۲۳ اوت ۶۳۴    | ۳ نوامبر ۶۴۴  | ۳ نوامبر ۶۴۴  | - پدر حفصه (همسر محمد)                                                                                        | - خطاب بن نفیل - حنتمه بنت هاشم                                                                        | بنی‌عدی  |                                                                                 |  |
| ۳ |     | عثمان بن عفان          | ۵۷۹            | ۱۱ نوامبر ۶۴۴ | ۲۰ ژوئن ۶۵۶   | ۲۰ ژوئن ۶۵۶   | - شوهر دختران محمد (رقیه و ام‌کلثوم) - نوهٔ ام‌حکیم بنت عبدالمطلب (عمهٔ محمد)                                     | - عفان بن ابی‌عاص - اروی بنت کریز                                                                       | بنی‌امیه |                                                                                 |  |
| ۴ |     | علی بن ابی‌طالب         | ۱۵ سپتامبر ۶۰۱ | ۲۰ ژوئن ۶۵۶   | ۲۹ ژانویه ۶۶۱ | ۲۹ ژانویه ۶۶۱ | - پسرعموی محمد - شوهر دختر محمد (فاطمه) - شوهر امامه بنت زینب (نوهٔ محمد) - تمام نوادگان محمد از نسل علی هستند | - ابی‌طالب بن عبدالمطلب - فاطمه بنت اسد                                                                 | بنی‌هاشم | - نخستین مردی که به اسلام ایمان آورد.                                           |  |
| ۵ |     | حسن بن علی (حسن مجتبی) | ۶۲۴            | ۶۶۱ (۷ ماه)   | ۶۶۱ (۷ ماه)   | ۶۷۰           | - نوهٔ محمد - فرزند علی                                                                                        | - علی بن ابی‌طالب (چهارمین خلیفهٔ راشدین و نخستین امام شیعه) - فاطمه زهرا (دختر محمد و همسر نخستش خدیجه) | بنی‌هاشم | - دومین جانشین محمد (شیعه) - همچنین پنجمین خلیفهٔ راشدین - کناره‌گیری برای معاویه |  |

### خلافت امویان (۶۶۱ – ۶ اوت ۷۵۰)
| #  | سکه | نام                | میلاد        | آغاز دوران     | پایان دوران            | وفات                   | خویشاوندی با محمد (یا خلفای پیشین)                                                             | والدین                                             | یادداشت |
| -- | --- | ------------------ | ------------ | -------------- | ---------------------- | ---------------------- | ---------------------------------------------------------------------------------------------- | -------------------------------------------------- | --- |
| ۶  |     | معاویه یکم         | ۶۰۲          | ۶۶۱            | ۲۹ آوریل یا ۱ مه ۶۸۰   | ۲۹ آوریل یا ۱ مه ۶۸۰   | - برادر ناتنی رمله بنت ابوسفیان (همسر محمد)                                                    | - ابوسفیان بن حرب - هند بنت عتبه                   | - به‌عنوان یکی از حداقل ۲۹ منشی در دوران محمد بود - در طول خلافت عمر                                                          |
| ۷  |     | یزید یکم           | ۶۴۷          | ۶۸۰            | ۱۱ نوامبر ۶۸۳          | ۱۱ نوامبر ۶۸۳          | - پسر معاویه یکم                                                                               | - معاویه یکم - میسون بنت بجدل کلبی                 | - عنوان خلیفه در سال ۶۸۰ مختص به عبدالله بن زبیر نیز بود                                                                     |
| ۸  |     | معاویه دوم         | ۶۶۴          | نوامبر ۶۸۳     | ۶۸۴                    | ۶۸۴                    | - پسر یزید یکم                                                                                 | - یزید یکم                                         | - واپسین خلیفهٔ اموی از طرف ابوسفیان - بدون فرزند کناره‌گیری کرد.                                                              |
| ۹  |     | مروان یکم          | ۶۲۳–۶۲۶      | ۶۸۴            | ۷ مه ۶۸۵               | ۷ مه ۶۸۵               | - نخستین پسرعموی عثمان بن عفان                                                                 | - حکم بن ابی‌عاص                                    | - صعود وی تغییر را در اصل و نسب دودمان اموی به‌وجود آورد، فرزندان حکم جانشین فرزندان ابوسفیان شدند، هر دویشان نوهٔ امیه بودند. |
| ۱۰ |     | عبدالملک بن مروان  | ۶۴۶          | ۶۸۵            | ۸ اکتبر ۷۰۵            | ۸ اکتبر ۷۰۵            | - پسر مروان یکم                                                                                | - مروان یکم - عایشه بنت معاویه بن مغیره            | |
| ۱۱ |     | ولید یکم           | ۶۶۸          | اکتبر ۷۰۵      | ۲۳ فوریه ۷۱۵           | ۲۳ فوریه ۷۱۵           | - پسر عبدالملک بن مروان                                                                        | - عبدالملک بن مروان - ولیده بنت عباس               | |
| ۱۲ |     | سلیمان بن عبدالملک | ۶۷۴          | فوریه ۷۱۵      | ۲۲ سپتامبر ۷۱۷         | ۲۲ سپتامبر ۷۱۷         | - پسر عبدالملک بن مروان - برادر کوچکتر ولید یکم                                                | - عبدالملک بن مروان - ولیده بنت عباس               | |
| ۱۳ |     | عمر بن عبدالعزیز   | ۲ نوامبر ۶۸۲ | سپتامبر ۷۱۷    | فوریه ۷۲۰              | فوریه ۷۲۰              | - نوهٔ مروان یکم - نخستین پسرعموی ولید یکم و سلیمان بن عبدالملک - نتیجهٔ عمر بن خطاب از طرف دختر | - عبدالعزیز بن مروان - ام‌عاصم لیلا بنت عاصم بن عمر | - به‌طور گسترده به‌عنوان پنجمین خلیفهٔ راشدین شناخته می‌شود. - او را عمر دوم نیز نامیده‌اند.                                      |
| ۱۴ |     | یزید دوم           | ۶۸۷          | ۱۰ فوریه ۷۲۰   | ۲۶ ژانویه ۷۲۴          | ۲۶ ژانویه ۷۲۴          | - پسر عبدالملک بن مروان                                                                        | - عبدالملک بن مروان - عاتکه بنت یزید               | |
| ۱۵ |     | هشام بن عبدالملک   | ۶۹۱          | ۲۶ ژانویه ۷۲۴  | ۶ فوریه ۷۴۳            | ۶ فوریه ۷۴۳            | - پسر عبدالملک بن مروان                                                                        | - عبدالملک بن مروان - فاطمه بنت هشام               | |
| ۱۶ |     | ولید دوم           | ۷۰۹          | ۶ فوریه ۷۴۳    | ۱۷ آوریل ۷۴۴ (ترورشده) | ۱۷ آوریل ۷۴۴ (ترورشده) | - پسر یزید دوم - برادرزادهٔ هشام بن عبدالملک                                                    | - یزید دوم                                         | |
| ۱۷ |     | یزید سوم           | ۷۰۱          | ۱۷ آوریل ۷۴۴   | ۳/۴ اکتبر ۷۴۴          | ۳/۴ اکتبر ۷۴۴          | - پسر ولید یکم                                                                                 | - ولید یکم - شاهدختی ایرانی                        | |
| ۱۸ |     | ابراهیم بن ولید    |              | ۷۴۴ (چند هفته) | ۷۴۴ (چند هفته)         | ۲۵ ژانویه ۷۵۰ (اعدام)  | - پسر ولید یکم                                                                                 | - ولید یکم                                         | |
| ۱۹ |     | مروان دوم          | ۶۹۱          | ۷۴۴            | ۶ اوت ۷۵۰ (کشته‌شده)    | ۶ اوت ۷۵۰ (کشته‌شده)    | - نوهٔ مروان یکم                                                                                | - محمد بن مروان                                    | |

### خلافت عباسی (۷۵۰ – ۱۲۵۸ و ۱۲۶۱ – ۱۵۱۷)

#### خلفایبغداد(۲۵ ژانویه ۷۵۰ – ۲۰ فوریه ۱۲۵۸)
(توسط قلمروهای مسلمان از حاکمیت امویان در شبه‌جزیره ایبری و حاکمیت فاطمیان و موحدون در شمال آفریقا پذیرفته نشده‌است).
| #  | نگاره/سکه        | نام سلطنتی       | نام شخصی          | میلاد             | آغاز دوران       | پایان دوران             | وفات                              | والدین                                              | یادداشت |
| -- | ---------------- | ---------------- | ----------------- | ----------------- | ---------------- | ----------------------- | --------------------------------- | --------------------------------------------------- | --- |
| ۲۰ |                  | سفاح             | عبدالله ابوالعباس | ۷۲۱               | ۷۵۰              | ۱۰ ژوئن ۷۵۴             | ۱۰ ژوئن ۷۵۴                       | - محمد بن علی بن عبدالله - ریطه بنت عبیدالله حارثیه | - از نوادگان عباس بن عبدالمطلب (از عموهای محمد بن عبدالله)                                                      |
| ۲۱ |                  | منصور            | ابوجعفر عبدالله   | ۷۱۴               | ۱۰ ژوئن ۷۵۴      | ۷۷۵                     | ۷۷۵                               | - محمد بن علی بن عبدالله - سلمه بربریه              | - به‌خاطر قتل جعفر صادق (ششمین امام شیعه و نوادهٔ محمد بن عبدالله از طرف دخترش فاطمه زهرا) از او به بدی یاد می‌شود |
| ۲۲ |                  | مهدی             | ابوعبدالله محمد   | ۷۴۴/۷۴۵           | ۷۷۵              | ۴ اوت ۷۸۵               | ۴ اوت ۷۸۵                         | - منصور                                             | - پدرش نامش را مهدی نهاد برای این که توجه‌ها از سمت مردم از علویان به عباسیان چرخانده شود                        |
| ۲۳ |                  | هادی             | ابومحمد موسیٰ      | ۷۶۴               | اوت ۷۸۵          | ۱۴ سپتامبر ۷۸۶          | ۱۴ سپتامبر ۷۸۶                    | - مهدی - خیزران بنت عطاء                            | |
| ۲۴ |                  | هارون‌الرشید      | هارون             | ۷۶۴/۷۶۶           | ۱۴ سپتامبر ۷۸۶   | ۲۴ مارس ۸۰۹             | ۲۴ مارس ۸۰۹                       | - مهدی - خیزران بنت عطاء                            | |
| ۲۵ |                  | امین             | محمد              | ۷۸۷               | مارس ۸۰۹         | ۲۴/۲۵ سپتامبر ۸۱۳       | ۲۴/۲۵ سپتامبر ۸۱۳                 | - هارون‌الرشید - زبیده بنت جعفر، نوهٔ منصور           | |
| ۲۶ |                  | مأمون            | ابوجعفر عبدالله   | ۱۳/۱۴ سپتامبر ۷۸۶ | سپتامبر ۸۱۳      | ۹ اوت ۸۳۳               | ۹ اوت ۸۳۳                         | - هارون‌الرشید - مراجل                               | |
| ۲۷ |                  | معتصم            | ابواسحاق محمد     | اکتبر ۷۹۶         | ۹ اوت ۸۳۳        | ۵ ژانویه ۸۴۲            | ۵ ژانویه ۸۴۲                      | - هارون‌الرشید - مارده                               | |
| ۲۸ |                  | واثق             | ابوجعفر هارون     | ۸۱۱–۸۱۳           | ۵ ژانویه ۸۴۲     | ۱۰ اوت ۸۴۷              | ۱۰ اوت ۸۴۷                        | - معتصم - قراطیس                                    | |
| ۲۹ |                  | متوکل            | جعفر              | فوریه/مارس ۸۲۲    | ۱۰ اوت ۸۴۷       | ۱۱ دسامبر ۸۶۱ (ترور شد) | ۱۱ دسامبر ۸۶۱ (ترور شد)           | - معتصم - شجاع                                      | |
| ۳۰ |                  | منتصر            | ابوجعفر محمد      | نوامبر ۸۳۷        | ۸۶۱              | ۷ یا ۸ ژوئن ۸۶۲         | ۷ یا ۸ ژوئن ۸۶۲                   | - متوکل                                             | - طی هرج‌ومرج در سامرا فرمانروایی می‌کردند (۸۶۱–۸۷۰)                                                              |
| ۳۱ |                  | مستعین           | احمد              | ۸۳۶               | ۸۶۲              | ۸۶۶ (اعدام شد)          | ۸۶۶ (اعدام شد)                    | - محمد پسر معتصم                                    | - طی هرج‌ومرج در سامرا فرمانروایی می‌کردند (۸۶۱–۸۷۰)                                                              |
| ۳۲ |                  | معتز             | –                 | ۸۴۷               | ۸۶۶              | ۸۶۹                     | ۸۶۹                               | - متوکل - قبیحه                                     | - طی هرج‌ومرج در سامرا فرمانروایی می‌کردند (۸۶۱–۸۷۰)                                                              |
| ۳۳ |                  | مهتدی            | ابواسحاق محمد     |                   | ۸۶۹              | ۲۱ ژوئن ۸۷۰             | ۲۱ ژوئن ۸۷۰                       | - واثق - هم‌بالین یونانی                             | - طی هرج‌ومرج در سامرا فرمانروایی می‌کردند (۸۶۱–۸۷۰)                                                              |
| ۳۴ |                  | معتمد            | ابوالعباس احمد    | ۸۴۲               | ۲۱ ژوئن ۸۷۰      | ۱۵ اکتبر ۸۹۲            | ۱۵ اکتبر ۸۹۲                      | - متوکل                                             | |
| ۳۵ |                  | معتضد            | ابوالعباس احمد    | ۸۵۴/۸۶۱           | اکتبر ۸۹۲        | ۵ آوریل ۹۰۲             | ۵ آوریل ۹۰۲                       | - موفق، نایب‌السلطنهٔ خلفای عباسی - ضرار              | - نوهٔ متوکل |
| ۳۶ |                  | مکتفی            | ابواحمد علی       | ۸۷۷/۸۷۸           | ۵ آوریل ۹۰۲      | ۱۳ اوت ۹۰۸              | ۱۳ اوت ۹۰۸                        | - معتضد                                             | |
| ۳۷ |                  | مقتدر            | ابوالفضل جعفر     | ۸۹۵               | ۱۳ اوت ۹۰۸       | ۹۲۹                     | ۳۱ اکتبر ۹۳۲ (کشته شد)            | - معتضد - شغب                                       | - عنوان خلیفه در سال ۹۰۹ توسط عبیدالله مهدی بالله از دودمان فاطمیان مورد دعوی بود                               |
| ۳۸ |                  | قاهر             | ابومنصور محمد     | ۸۹۹               | ۹۲۹              | ۹۲۹                     | ۹۵۰                               | - معتضد                                             | |
| ۳۹ |                  | راضی             | ابوالعباس محمد    | دسامبر ۹۰۹        | ۹۳۴              | ۲۳ دسامبر ۹۴۰           | ۲۳ دسامبر ۹۴۰                     | - مقتدر                                             | |
| ۴۰ |                  | متقی             | ابواسحاق ابراهیم  | ۹۰۸               | ۹۴۰              | ۹۴۰                     | ژوئیه ۹۶۸                         | - مقتدر - خلوب یا زهره                              | |
| ۴۱ |                  | مستکفی           | عبدالله           | ۹۰۵               | سپتامبر ۹۴۴      | ژانویه ۹۴۶              | سپتامبر/اکتبر ۹۴۹                 | - مکتفی                                             | |
| ۴۲ |                  | مطیع             | ابوالقاسم الفضل   | ۹۱۴               | ژانویه ۹۴۶       | ۹۷۴                     | ۹۷۴                               | - مقتدر                                             | |
| ۴۳ |                  | طائع             | –                 | ۹۳۲               | ۹۷۴              | ۹۹۱                     | ۳ اوت ۱۰۰۳                        | - مطیع                                              | |
| ۴۴ |                  | قادر             | –                 | ۹۴۷               | ۱ نوامبر ۹۹۱     | ۲۹ نوامبر ۱۰۳۱          | ۲۹ نوامبر ۱۰۳۱                    | - اسحاق پسر مقتدر - تمنی (دمنه)                     | |
| ۴۵ |                  | قائم             | –                 | ۱۰۰۱              | ۲۹ نوامبر ۱۰۳۱   | ۲ آوریل ۱۰۷۵            | ۲ آوریل ۱۰۷۵                      | - قادر                                              | |
| ۴۶ |                  | مقتدی            | –                 | ۱۰۵۶              | ۲ آوریل ۱۰۷۵     | فوریه ۱۰۹۴              | فوریه ۱۰۹۴                        | - محمد پسر قائم - ارجوان (هم‌بالین ارمنی)            | |
| ۴۷ |                  | مستظهر           | –                 | آوریل/مه ۱۰۷۸     | فوریه ۱۰۹۴       | ۶ اوت ۱۱۱۸              | ۶ اوت ۱۱۱۸                        | - مقتدی                                             | |
| ۴۸ |                  | مسترشد           | –                 | آوریل/مه ۱۰۹۲     | ۶ اوت ۱۱۱۸       | ۲۹ اوت ۱۱۳۵             | ۲۹ اوت ۱۱۳۵                       | - مستظهر                                            | |
| ۴۹ |                  | راشد             | –                 | ۱۱۰۹              | ۲۹ اوت ۱۱۳۵      | ۱۱۳۶                    | ۶ ژوئن ۱۱۳۸ (توسط حشاشین کشته شد) | - مسترشد                                            | |
| ۵۰ |                  | مقتفی            | –                 | ۹ مارس ۱۰۹۶       | ۱۱۳۶             | ۱۲ مارس ۱۱۶۰            | ۱۲ مارس ۱۱۶۰                      | - مستظهر                                            | |
| ۵۱ |                  | مستنجد           | –                 | ۱۱۲۴              | ۱۲ مارس ۱۱۶۰     | ۲۰ دسامبر ۱۱۷۰          | ۲۰ دسامبر ۱۱۷۰                    | - مقتفی - طاوس                                      | |
| ۵۲ |                  | مستضی            | حسن               | ۱۱۴۲              | ۲۰ دسامبر ۱۱۷۰   | ۳۰ مارس ۱۱۸۰            | ۳۰ مارس ۱۱۸۰                      | - مستنجد                                            | |
| ۵۳ |                  | ناصر             | –                 | ۶ اوت ۱۱۵۸        | ۲ مارس ۱۱۸۰      | ۵ اکتبر ۱۲۲۵            | ۵ اکتبر ۱۲۲۵                      | - مستضی - زمرد (هم‌بالین)                            | |
| ۵۴ |                  | ظاهر             | –                 | ۱۱۷۶              | ۵ اکتبر ۱۲۲۵     | ۱۱ ژوئیه ۱۲۲۶           | ۱۱ ژوئیه ۱۲۲۶                     | - ناصر                                              | |
| ۵۵ |                  | مستنصر           | ابوجعفر           | ۱۷ فوریه ۱۱۹۲     | ۱۱ ژوئیه ۱۲۲۶    | ۲ دسامبر ۱۲۴۲           | ۲ دسامبر ۱۲۴۲                     | - ظاهر                                              | |
| ۵۶ |                  | مستعصم           | –                 | ۱۲۱۳              | ۲ دسامبر ۱۲۴۲    | ۲۰ فوریه ۱۲۵۸           | ۲۰ فوریه ۱۲۵۸                     | - مستنصر                                            | - واپسین خلیفهٔ عباسی در بغداد                                                                                   |
|    | فاصله میان حکومت | فاصله میان حکومت | فاصله میان حکومت  | فاصله میان حکومت  | فاصله میان حکومت | فاصله میان حکومت        | فاصله میان حکومت                  | فاصله میان حکومت                                    | - فتح بغداد توسط مغولان                                                                                         |

در طی دوران بعدی فرمانروایی عباسیان، حاکمان مسلمان از عناوین دیگر مانند سلطان استفاده می‌کردند.

#### خلفایقاهره(۱۳ ژوئن ۱۲۶۱ – ۲۲ ژانویه ۱۵۱۷)
عباسیان قاهره تا حد بسیاری خلفای تشریفاتی تحت سرپرستی (و پشتیبانی) سلطنت مملوک که پس از سقوط دودمان ایوبی در مصر ایجاد شدند بودند.
| #    | نام سلطنتی | نام شخصی          | دوران                           | والدین                          | یادداشت |
| ---- | ---------- | ----------------- | ------------------------------- | ------------------------------- | --- |
| ۵۷   | مستنصر دوم | ابوالقاسم احمد    | ۲۶ ژوئن ۱۲۶۱ – ۲۸ نوامبر ۱۲۶۱   | - ظاهر                          | - توسط سلاطین مملوک در سال ۱۲۶۱ در قاهره، مصر به‌عنوان خلیفه بر تخت نشانده شد - عنوان مورد دعوی با حاکم یکم نیز بود که توسط فرمانروای حلب بر تخت نشانده شده بود             |
| ۵۸   | حاکم یکم   | ابوعبدالله محمد   | ۱۶ نوامبر ۱۲۶۲ – ۱۹ ژانویه ۱۳۰۲ | - ابوالعلی حسن                  | - نتیجهٔ مسترشد - در سال ۱۲۶۱ توسط حاکم حلب به‌عنوان خلیفه بر تخت نشانده شد - پس از مرگ مستنصر دوم توسط مملوک مصر هم به رسمیت شناخته شد                                      |
| ۵۹   | مستکفی یکم | ابوالربیع سلیمان  | ۲۰ ژانویه ۱۳۰۲ – فوریه ۱۳۴۰     | - حاکم یکم                      | |
| ۶۰   | واثق یکم   | ابواسحاق ابراهیم  | فوریه ۱۳۴۰ – ۱۷ ژوئن ۱۳۴۱       | - محمد پسر حاکم یکم             | |
| ۶۱   | حاکم دوم   | ابوالعباس احمد    | ۱۳۴۱ – ۱۳۵۲                     | - مستکفی یکم                    | |
| ۶۲   | معتضد یکم  | ابوبکر            | ۱۳۵۲ – ۱۳۶۲                     | - مستکفی یکم                    | |
| ۶۳   | متوکل یکم  | ابوعبدالله محمد   | ۱۳۶۲– ۱۳۷۷                      | - معتضد یکم                     | |
| ۶۴   | مستعصم یکم | ابویحیی زکریا     | ۱۳۷۷                            | - واثق یکم                      | |
| (۶۳) | متوکل یکم  | ابوعبدالله محمد   | ۱۳۷۷ – ۱۳۸۳                     | - معتضد یکم                     | |
| ۶۵   | واثق دوم   | عمر               | سپتامبر ۱۳۸۳ – ۱۳ نوامبر ۱۳۸۶   | - واثق یکم                      | |
| (۶۴) | مستعصم     | ابویحیی زکریا     | ۱۳۸۶ – ۱۳۸۹                     | - واثق یکم                      | |
| (۶۳) | متوکل یکم  | ابوعبدالله محمد   | ۱۳۸۹ – ۹ ژانویه ۱۴۰۶            | - معتضد یکم                     | |
| ۶۶   | مستعین     | ابوالفضل العباس   | ۲۲ ژانویه ۱۴۰۶ – ۹ مارس ۱۴۱۴    | - متوکل یکم - بای خاتون         | - از ۷ مه ۱۴۱۲ تا ۶ نوامبر ۱۴۱۲ سلطان مصر بود |
| ۶۷   | معتضد دوم  | ابوالفتح داوود    | ۱۴۱۴ – ۱۴۴۱                     | - متوکل یکم - کزل               | |
| ۶۸   | مستکفی دوم | ابوالربیع سلیمان  | ۱۴۴۱ – ۲۹ ژانویه ۱۴۵۱           | - متوکل یکم                     | |
| ۶۹   | قائم       | ابوالبقا حمزه     | ۱۴۵۱ – ۱۴۵۵                     | - متوکل یکم                     | |
| ۷۰   | مستنجد     | ابوالمحاسن یوسف   | ۱۴۵۵ – ۷ آوریل ۱۴۷۹             | - متوکل یکم                     | |
| ۷۱   | متوکل دوم  | ابوالعز عبدالعزیز | ۵ آوریل ۱۴۷۹ – ۲۷ سپتامبر ۱۴۹۷  | - یعقوب پسر متوکل یکم - حاج ملک | |
| ۷۲   | مستمسک     | ابوالصبر          | ۱۴۹۷ – ۱۵۰۸                     | - متوکل دوم                     | |
| ۷۳   | متوکل سوم  | محمد              | ۱۵۰۸ – ۱۵۱۶                     | - مستمسک                        | |
| (۷۲) | مستمسک     | ابوالصبر          | ۱۵۱۶ – ۱۵۱۷                     | - متوکل دوم                     | |
| (۷۳) | متوکل سوم  | محمد              | ۱۵۱۷                            | - مستمسک                        | - وی رسماً از عنوان خلیفه با نمادهای بیرونی کناره‌گیری نمود — شمشیر و بالاپوش محمد — سلیم یکم امپراتور عثمانی در سال ۱۵۱۷، او را واپسین خلیفه از دودمان عباسی و بنوقریش ساخت |

### خلافت عثمانی (۱۵۱۷ – ۳ مارس ۱۹۲۴)
رئیس دودمان عثمانی تنها عنوان سلطان را عهده‌دار بود، اما طولی نکشید که عناوین بسیاری را به همراهی گرفت. اما عثمانیان به‌رغم جایگاهشان در جهان اسلام تا قبل از فتح مصر و سقوط ممالیک خلیفه نبودند و به طور رسمی و حقیقی از زمان سلیم اول خلافت را به دست گرفتند.

| #    | پرتره                          | طغرا                    | نام           | دوران                                 | والدین                                                           | یادداشت |
| ---- | ------------------------------ | ----------------------- | ------------- | ------------------------------------- | ---------------------------------------------------------------- | --- |
| ۷۴   |                                | Tughra of Selim I       | سلیم یکم      | ۱۵۱۷ – ۲۱ سپتامبر ۱۵۲۰                | - بایزید دوم - گلبهار خاتون                                      | - تا آخر عمرش فرمانروایی نمود. |
| ۷۵   |                                | Tughra of Suleiman I    | سلیمان یکم    | ۳۰ سپتامبر ۱۵۲۰ – ۶/۷ سپتامبر ۱۵۶۶    | - سلیم یکم - عایشه حفصه سلطان                                    | - تا آخر عمرش فرمانروایی نمود. |
| ۷۶   |                                | Tughra of Selim II      | سلیم دوم      | ۲۹ سپتامبر ۱۵۶۶ – ۲۱ دسامبر ۱۵۷۴      | - سلیمان یکم - خرم سلطان                                         | - تا پایان عمرش حکمرانی کرد. |
| ۷۷   |                                | Tughra of Murad III     | مراد سوم      | ۲۲ دسامبر ۱۵۷۴ – ۱۶ ژانویه ۱۵۹۵       | - سلیم دوم - نوربانو سلطان                                       | - تا پایان عمرش حکمرانی کرد. |
| ۷۸   |                                | Tughra of Mehmed III    | محمد سوم      | ۲۷ ژانویه ۱۵۹۵ – ۲۰ یا ۲۱ دسامبر ۱۶۰۳ | - مراد سوم - صفیه سلطان                                          | - تا پایان عمرش حکمرانی کرد. |
| ۷۹   |                                | Tughra of Ahmed I       | احمد یکم      | ۲۱ دسامبر ۱۶۰۳ – ۲۲ نوامبر ۱۶۱۷       | - محمد سوم - خندان سلطان                                         | - تا پایان عمرش حکمرانی کرد. |
| ۸۰   |                                | Tughra of Mustafa I     | مصطفی یکم     | ۲۲ نوامبر ۱۶۱۷ – ۲۶ فوریه ۱۶۱۸        | - محمد سوم - هم‌بالین آبخازیایی. با نام حلیمه سلطان شناخته می‌شود. | - به‌دلیل کم‌توانی ذهنیاش به‌نفع برادرزاده‌اش عثمان دوم کناره‌گیری کرد.                                                                   |
| ۸۱   |                                | Tughra of Osman II      | عثمان دوم     | ۲۶ فوریه ۱۶۱۸ – ۱۹ مه ۱۶۲۲            | - احمد یکم - ماه‌فیروز خدیجه سلطان                                | - در یک شورش ینی‌چری در ۱۹ مه ۱۶۲۲ عزل شد؛ - در ۲۰ مه ۱۶۲۲ توسط صدراعظم قره داوود پاشا با فشردگی بیضه‌هایش کشته شد.                    |
| (۸۰) |                                | Tughra of Mustafa I     | مصطفی یکم     | ۲۰ مه ۱۶۲۲ – ۱۰ سپتامبر ۱۶۲۳          | - محمد سوم - هم‌بالین آبخازیایی. با نام حلیمه سلطان شناخته می‌شود. | - پس از ترور برادرزاده‌اش عثمان دوم دوباره بر تخت نشست؛ - به‌دلیل کم‌توانی ذهنیاش در استانبول در ۲۰ ژانویه ۱۶۳۹ تا هنگام مرگش بستری شد. |
| ۸۲   | File:Murad IV minature.jpg     | Tughra of Murad IV      | مراد چهارم    | ۱۰ سپتامبر ۱۶۲۳ – ۸ یا ۹ فوریه ۱۶۴۰   | - احمد یکم - ماه‌پیکر کوسم سلطان                                  | - تا پایان عمرش حاکم بود. |
| ۸۳   |                                | Tughra of Ibrahim       | ابراهیم       | ۹ فوریه ۱۶۴۰ – ۸ اوت ۱۶۴۸             | - احمد یکم - ماه‌پیکر کوسم                                        | |
| ۸۴   |                                | Tughra of Mehmed IV     | محمد چهارم    | ۸ اوت ۱۶۴۸ – ۸ نوامبر ۱۶۸۷            | - ابراهیم - تورخان خدیجه سلطان                                   | |
| ۸۵   |                                | Tughra of Suleiman II   | سلیمان دوم    | ۸ نوامبر ۱۶۸۷ – ۲۲ ژوئن۱۶۹۱           | - ابراهیم - صالحه دل‌آشوب سلطان                                   | - تا پایان عمرش فرمانروایی می‌نمود.                                                                                                   |
| ۸۶   |                                | Tughra of Ahmed II      | احمد دوم      | ۲۲ ژوئن ۱۶۹۱ – ۶ فوریه ۱۶۹۵           | - ابراهیم - خدیجه معزز سلطان                                     | - تا پایان عمرش فرمانروایی می‌نمود.                                                                                                   |
| ۸۷   |                                | Tughra of Mustafa II    | مصطفی دوم     | ۶ فوریه ۱۶۹۵ – ۲۲ اوت ۱۷۰۳            | - محمد چهارم - رابعه گلنوش سلطان                                 | |
| ۸۸   |                                | Tughra of Ahmed III     | احمد سوم      | ۲۲ اوت ۱۷۰۳ – ۱ یا ۲ اکتبر ۱۷۳۰       | - محمد چهارم - رابعه گلنوش سلطان                                 | |
| ۸۹   |                                | Tughra of Mahmud I      | محمود یکم     | ۲ اکتبر ۱۷۳۰ – ۱۳ دسامبر ۱۷۵۴         | - مصطفی دوم - صالحه سلطان                                        | - تا پایان عمرش فرمانروایی می‌نمود.                                                                                                   |
| ۹۰   |                                | Tughra of Osman III     | عثمان سوم     | ۱۳ دسامبر ۱۷۵۴ – ۲۹ یا ۳۰ اکتبر ۱۷۵۷  | - مصطفی دوم - شاه‌سوار سلطان                                      | - تا پایان عمرش فرمانروایی می‌نمود.                                                                                                   |
| ۹۱   |                                | Tughra of Mustafa III   | مصطفی سوم     | ۳۰ اکتبر ۱۷۵۷ – ۲۱ ژانویه ۱۷۷۴        | - احمد سوم - مهرشاه قادین                                        | - تا پایان عمرش فرمانروایی می‌نمود.                                                                                                   |
| ۹۲   | File:Abdulhamid I minature.jpg | Tughra of Abdülhamid I  | عبدالحمید یکم | ۲۱ ژانویه ۱۷۷۴ – ۶ یا ۷ آوریل ۱۷۸۹    | - احمد سوم - ربیعه سلطان؛                                        | - تا پایان عمرش فرمانروایی می‌نمود.                                                                                                   |
| ۹۳   |                                | Tughra of Selim III     | سلیم سوم      | ۷ آوریل ۱۷۸۹ – ۲۹ مه ۱۸۰۷             | - مصطفی سوم - مهرشاه سلطان                                       | |
| ۹۴   |                                | Tughra of Mustafa IV    | مصطفی چهارم   | ۲۹ مه ۱۸۰۷ – ۲۸ ژوئیه ۱۸۰۸            | - عبدالحمید یکم - باش‌اقبال خانم افندی؛                           | |
| ۹۵   |                                | Tughra of Mahmud II     | محمود دوم     | ۲۸ ژوئیه ۱۸۰۸ – ۱ ژوئیه ۱۸۳۹          | - عبدالحمید یکم                                                  | |
| ۹۶   |                                | Tughra of Abdülmecid I  | عبدالمجید یکم | ۱ ژوئیه ۱۸۳۹ – ۲۵ ژوئن ۱۸۶۱           | - محمود دوم - بزم عالم سلطان؛                                    | |
| ۹۷   |                                | Tughra of Abdülaziz     | عبدالعزیز یکم | ۲۵ ژوئن ۱۸۶۱ – ۳۰ مه ۱۸۷۶             | - محمود دوم - پرتونهال سلطان                                     | |
| ۹۸   |                                | Tughra of Murad V       | مراد پنجم     | ۳۰ مه ۱۸۷۶ – ۳۱ اوت ۱۸۷۶              | - عبدالمجید یکم - شوق‌افزا قادین؛                                 | |
| ۹۹   |                                | Tughra of Abdülhamid II | عبدالحمید دوم | ۳۱ اوت ۱۸۷۶ – ۲۷ آوریل ۱۹۰۹           | - عبدالمجید یکم - تیرمژگان قادین                                 | |
| ۱۰۰  |                                | Tughra of Mehmed V      | محمد پنجم     | ۲۷ آوریل ۱۹۰۹ – ۳ ژوئیه ۱۹۱۸          | - عبدالمجید یکم - گل‌جمال قادین؛                                  | |
| ۱۰۱  |                                | Tughra of Mehmed VI     | محمد ششم      | ۴ ژوئیه ۱۹۱۸ – ۱ نوامبر ۱۹۲۲          | - عبدالمجید یکم - گلستو خانم؛                                    | - سلطنت لغو شد؛ - در ۱۷ نوامبر ۱۹۲۲ استانبول را ترک کرد؛ - در تبعید در سانرمو، ایتالیا در ۱۶ مه ۱۹۲۶ درگذشت.                         |
| ۱۰۲  |                                | — [c]                   | عبدالمجید دوم | ۱۸ نوامبر ۱۹۲۲ – ۳ مارس ۱۹۲۴          | - عبدالعزیز یکم - حیران‌دل قادین افندی؛                           | - توسط مجلس ملی کبیر ترکیه خلیفه اعلام شد؛ - پس از لغو خلافت تبعید شد؛ - در پاریس، فرانسه ۲۳ اوت ۱۹۴۴ درگذشت.                        |

## خلافت‌های غیرجامع
خلافت‌ها به‌طور شرعی توسط اکثریت مسلمانان پذیرفته نشده‌است.

### خلافت ابن‌زبیر (۶۸۴–۶۹۲)
عبدالله بن زبیر، خواهرزادهٔ عایشه، سومین همسر محمد بن عبدالله شورشی را علیه خلافت اموی در سال ۶۸۴ میلادی رهبری می‌نمود. او خود را در مکه خلیفه اعلام کرد توسط حجاج بن یوسف بعد از شش‌ماه محاصره در سال ۶۹۲ میلادی شکست خورد و کشته شد.

### خلافت اموی قرطبه (۹۲۹–۱۰۳۱)
(به‌طور جهانی پذیرفته نشده؛ قدرت واقعی محدود به اسپانیا و بخش‌هایی از مغرب می‌شد)
| نام             | دوران     | والدین                                                              | یادداشت                  |
| --------------- | --------- | ------------------------------------------------------------------- | ------------------------ |
| عبدالرحمن سوم   | ۹۲۹–۹۶۱   | - محمد پسر عبدالله - مزنه (ماریا)                                   | - نوادهٔ هشام بن عبدالملک |
| حکم دوم         | ۹۶۱–۹۷۶   | - عبدالرحمن سوم - مرجان                                             |                          |
| هشام دوم حکم    | ۹۷۶–۱۰۰۹  | - حکم دوم - صبح                                                     |                          |
| محمد دوم        | ۱۰۰۹      | - هشام بن عبدالجبار بن عبدالرحمن سوم، نوهٔ عبدالرحمن سوم - مزنه      |                          |
| سلیمان بن حکم   | ۱۰۰۹–۱۰۱۰ | - حکم بن سلیمان بن عبدالرحمن سوم، نوهٔ عبدالرحمن سوم - ظبیه          |                          |
| هشام دوم حکم    | ۱۰۱۰–۱۰۱۳ | - حکم دوم - صبح                                                     |                          |
| سلیمان بن حکم   | ۱۰۱۳–۱۰۱۶ | - حکم بن سلیمان بن عبدالرحمن سوم، نوهٔ عبدالرحمن سوم - ظبیه          |                          |
| عبدالرحمن چهارم | ۱۰۲۱–۱۰۲۲ | - محمد، نوهٔ عبدالرحمن سوم                                           |                          |
| عبدالرحمن پنجم  | ۱۰۲۲–۱۰۲۳ | - هشام بن عبدالجعفر بن عبدالرحمن سوم، نوهٔ عبدالرحمن سوم - غایه      |                          |
| محمد سوم        | ۱۰۲۳–۱۰۲۴ | - عبدالرحمن بن عبیدالله بن عبدالرحمن سوم، نوهٔ عبدالرحمن سوم - حوراء |                          |
| هشام سوم        | ۱۰۲۷–۱۰۳۱ | - محمد بن عبدالملک بن عبدالرحمن سوم، نوهٔ عبدالرحمن سوم - عاتب       |                          |

### خلافت فاطمی (۹۰۹–۱۱۷۱)

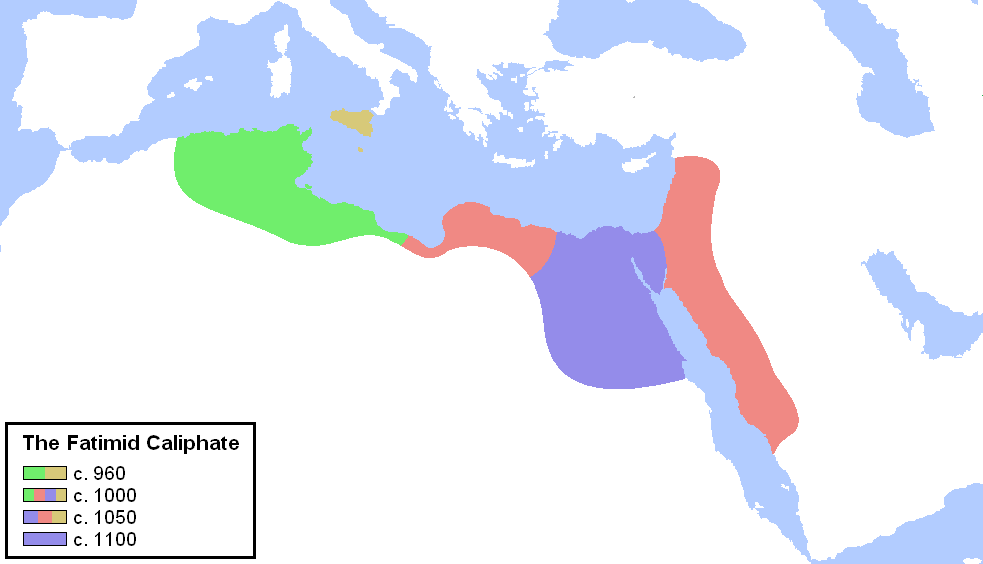
خلافت فاطمی

(فاطمیان متعلق به شاخهٔ اسماعیلی از تشیع اسلام بودند و از این رو توسط اکثریت سنی‌ها به رسمیت شناخته نشده‌اند، چه مباحثشان در قلمروهایشان، یا از دولت‌های همسایه).
| نام                                | دوران     | والدین                             | یادداشت                                                                              |
| ---------------------------------- | --------- | ---------------------------------- | ------------------------------------------------------------------------------------ |
| مهدی بالله ابومحمد عبیدالله        | ۹۰۹–۹۳۴   | - عبدالله زکی، امام اسماعیلیه      | - نوادهٔ فاطمه زهرا (جوانترین دختر محمد بن عبدالله) - بنیان‌گذار دودمان فاطمیان        |

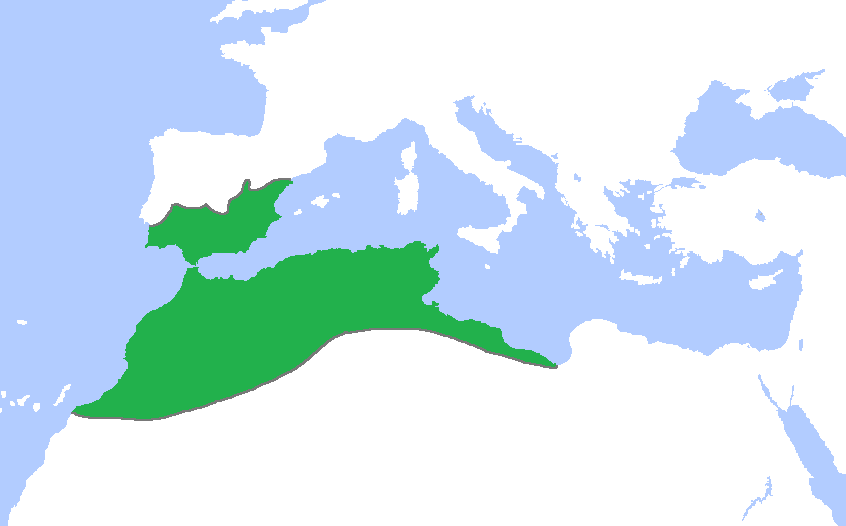
دودمان موحدون در گسترده‌ترین حالت خودش (حدود ۱۲۰۰)

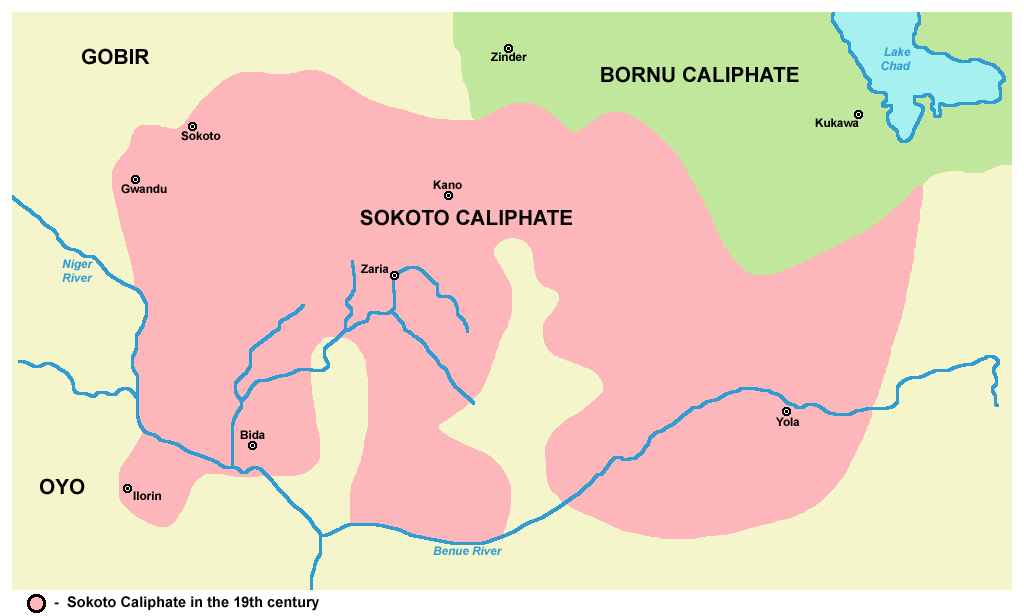
خلافت سوکوتو (صورتی) در گسترده‌ترین قلمرویش (۱۸۰۰ میلادی)

امپراتوری بورنو در گسترده‌ترین حالت (حدود ۱۷۵۰)

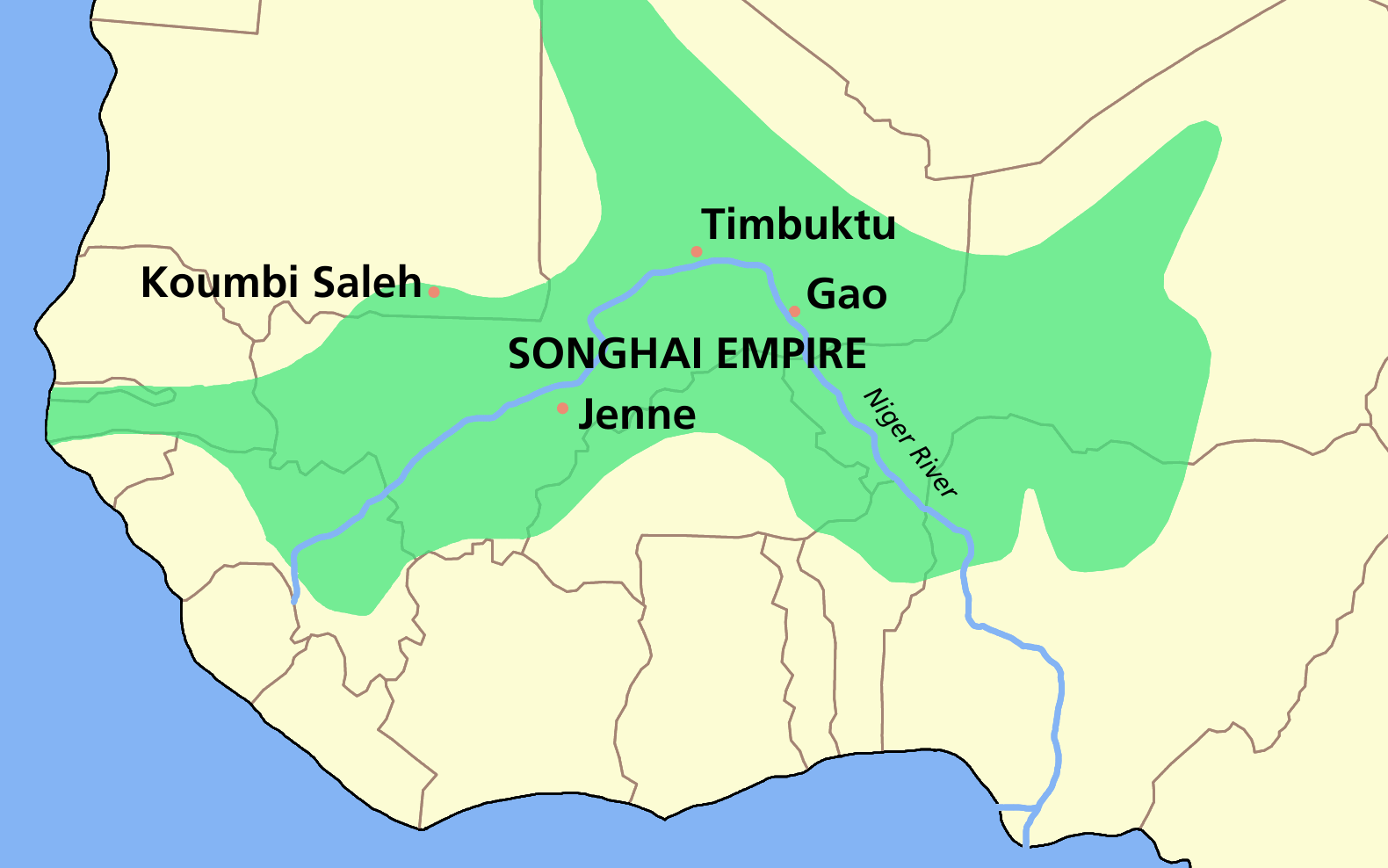
امپراتوری سنغای در گسترده‌ترین حالت (حدود ۱۵۰۰)

| قائم بأمرالله ابوالقاسم محمد       | ۹۳۴–۹۴۶   | - مهدی بالله                       |                                                                                      |
| منصور بالله ابوطاهر اسماعیل        | ۹۴۶–۹۵۳   | - قائم بأمرالله                    |                                                                                      |
| معز لدین‌الله ابوتمیم معد           | ۹۵۳–۹۷۵   | - منصور بالله                      | در طی حاکمیتش مصر ضمیمهٔ خاک فاطمیان شد                                               |
| عزیز بالله ابومنصور نزار           | ۹۷۵–۹۹۶   | - معز لدین‌الله                     |                                                                                      |
| حاکم بأمرالله ابوعلی منصور         | ۹۹۶–۱۰۲۱  | - عزیز بالله                       |                                                                                      |
| ظاهر بالله ابوالحسن علی            | ۱۰۲۱–۱۰۳۶ | - حاکم بأمرالله                    |                                                                                      |
| مستنصر بالله ابوتمیم معد           | ۱۰۳۶–۱۰۹۴ | - ظاهر بالله                       |                                                                                      |
| مستعلی بالله ابوالقاسم احمد        | ۱۰۹۴–۱۱۰۱ | - مستنصر بالله                     | نزاع‌ها برای جانشینی وی به نزاری شکاف یافت                                            |
| آمر بأحکام‌الله ابوعلی منصور        | ۱۱۰۱–۱۱۳۰ | - مستعلی بالله                     | فرمانروایان فاطمی مصر پس از وی به‌عنوان امام در اسماعیلیه مستعلوی طیبی شناخته نمی‌شوند |
| حافظ لدین‌الله ابوالمیمون عبدالمجید | ۱۱۳۰–۱۱۴۹ | - محمد بن مستنصر، پسر مستنصر بالله |                                                                                      |
| ظافر بأمرالله ابومنصور اسماعیل     | ۱۱۴۹–۱۱۵۴ | - حافظ لدین‌الله                    |                                                                                      |
| فائز بنصرالله ابوالقاسم عیسی       | ۱۱۵۴–۱۱۶۰ | - ظافر بأمرالله                    |                                                                                      |
| عاضد لدین‌الله ابومحمد عبدالله      | ۱۱۶۰–۱۱۷۱ | - یوسف، پسر حافظ لدین‌الله          |                                                                                      |

### خلافت موحدون (۱۱۴۵–۱۲۶۹)
(به‌طور گسترده پذیرفته نشده‌است، نواحی اصلی در شمال آفریقا و شبه‌جزیرهٔ ایبری بودند)
| نام                               | دوران     |
| --------------------------------- | --------- |
| عبدالمؤمن بن علی کومی             | ۱۱۴۵–۱۱۶۳ |
| ابویعقوب یوسف بن عبدالمؤمن        | ۱۱۶۳–۱۱۸۴ |
| ابویوسف یعقوب بن یوسف منصور       | ۱۱۸۴–۱۱۹۹ |
| ناصر لدین‌الله محمد بن منصور       | ۱۱۹۹–۱۲۱۳ |
| ابویعقوب یوسف مستنصر              | ۱۲۱۳–۱۲۲۴ |
| ابومحمد عبدالواحد بن یوسف         | ۱۲۲۴      |
| ابومحمد عبدالله عادل              | ۱۲۲۴–۱۲۲۷ |
| ابوزکریا معتصم یحیی بن ناصر       | ۱۲۲۷–۱۲۳۵ |
| ابوالعلا مأمون ادریس بن منصور     | ۱۲۲۷–۱۲۳۲ |
| ابومحمد رشید عبدالواحد بن مأمون   | ۱۲۳۲–۱۲۴۲ |
| حسن معتضد بالله سعید بن مأمون     | ۱۲۴۲–۱۲۴۸ |
| ابوحفص مرتضی عمر بن ابی‌ابراهیم    | ۱۲۴۸–۱۲۶۶ |
| ابوالعلا واثق بالله ادریس بن محمد | ۱۲۶۶–۱۲۶۹ |

### خلافت سوکوتو (۱۸۰۴–۱۹۰۳)
(به‌طور گسترده پذیرفته نشده‌است، مناطق اصلی در غرب آفریقا بود)
توسط محقق اسلامی و رهبر دینی عثمان دان فودیو در طی جنگ فولانی (شناخته‌شده با نام جهاد فولانی) ایجاد شد، که کاستن شیوه‌های دینی پیشااسلامی را جستجو کرد و شکل شدیدی از اسلام را در احتیاط خلافت گسترش داد.

### امپراتوری‌های بورنو و سنغای
فرمانروایان متعددی در غرب آفرقا عنوان خلیفه را داشتند. مای علی غاجی بن دوناما نخستین فرمانروای امپراتوری بورنو بود که عنوان را عهده‌دار شد. اسکیا محمد یکم از امپراتوری سنغای هم در دوران نزدیک وی این عنوان را داشت.

## خلافت‌های غیرجامع اعلام‌شده پس از ۱۹۰۰

### خلافت شریفیان (۱۹۲۴–۱۹۲۵)
آخرین تلاش در بازگرداندن مقام و شیوهٔ خلافت با بازشناخت جامع توسط شریف حسین بن علی قتادی، پادشاه حجاز و شریف مکه صورت گرفت. او هر دو مقام خود را در ۱۱ مارس ۱۹۲۴ در دست گرفت و چند ماه بعد در ۳ اکتبر ۱۹۲۴،  از سلطنت به‌نفع فرزندش علی بن حسین هاشمی کناره‌گیری نمود، که مقام و شیوهٔ خلافت را نمی‌پذیرفت.  با اینکه ادعای شریف حسین برای خلافت پذیرفته نشده‌بود و در ۱۹۲۵ او توسط قواهای عبدالعزیز آل سعود از حجاز رانده‌شد، او به نگه‌داشتن عنوان خلیفه در طی زندگی باقی در تبعید وی، تا هنگام مرگش در سال ۱۹۳۱ ادامه‌داد. همانند خلفای اموی، عباسی و فاطمی، او از طریق نوهٔ محمد، حسن بن علی مجتبی، از اولاد و نسل او بود؛ البته امویان و عباسیان پسرعموزاده‌های وی بودند.

### دولت اسلامی / داعش (۲۰۱۴–۲۰۱۹)

پرچم داعش.
مناطقی که تحت کنترل داعش بوده‌اند.      مناطقی که داعش ادعای حاکمیت آنجا را داشته‌است.[۳۳]
مناطقی که تحت کنترل ولایت سودان غربی هستند. (در ۱۰ آوریل ۲۰۱۵)
گسترده‌ترین حالت ولایت سودان غربی (در ژانویهٔ ۲۰۱۵)

در تاریخ ۲۹ ژوئن ۲۰۱۴، دولت اسلامی در عراق و شام (داعش) سعی بر این کرد که خود را «حکومت اسلامی» و رهبرش ابوبکر بغدادی را «خلیفه ابراهیم» بخواند. اعتبار این خلافت توسط دیگر قدرت‌های اسلامی بیرون از مناطق ۱۰ میلیون نفری تحت کنترل داعش به‌رسمیت شناخته نشده‌است.
در تاریخ ۲۴ اوت ۲۰۱۴، رهبر بوکو حرام در نیجریه، ابوبکر شکائو، به‌همین ترتیب یک خلافت را اعلام کرد. ظاهراً، این غیرواضح است که آیا شکائو گروهش را بخشی از داعش اعلام‌کرده یا می‌خواهد یک خلافت جداگانه در نیجریه به راه بیندازد.

### غیرسیاسی

پرچم جماعت مسلمان احمدیه

#### خلافت احمدیه (۱۹۰۸–اکنون)
خلیفهٔ مسیح (عربی: خلیفة المسیح؛ فارسی: جانشین مسیح) یا خلیفهٔ جماعت احمدیه رهبر روحانی و سازمانیِ انتخاب‌شدهٔ جماعت جهانی احمدیه است و جانشین میرزا غلام احمد از قادیان است که در جماعتشان مهدی و مسیحا شمرده می‌شود. باور بر این است که خلیفه به‌صورت الهی هدایت شده و همچنین توسط برخی از اعضای جماعت احمدیه به‌عنوان امیرالمؤمنین معرفی شده‌است. خلیفهٔ مسیح پنجم و کنونی میرزا مسرور احمد است. سایر بخش‌های اعظم اسلام که شیعه و سنی هستند، به این سامانهٔ خلافت باور ندارند.